# Eloúnda
Eloúnda (grec moderne : Ελούντα) est un petit village de pêcheurs situé sur la côte nord de l'île grecque de Crète à quelque 70 kilomètres à l'est de la capitale de l'île, Héraklion, et à 12 kilomètres au nord de la ville la plus proche, Ágios Nikólaos.
Le village fait partie du dème d'Ágios Nikólaos, dans le district régional du Lassíthi.
En 2011, le village comptait 2 193 habitants répartis en sept hameaux. Schísma, avec 1 730 habitants, est le plus important.

## Tourisme
Eloúnda est devenu une station de vacances connue pour ses établissements qui sont parmi les plus luxueux de l'île. Parmi les personnalités qui fréquentent le village, les plus connues sont l'ancien premier ministre grec Andréas Papandréou qui avait l'habitude de passer ses étés à Eloúnda et, aujourd'hui, la famille royale d'Arabie saoudite se rend quasiment chaque année dans la station.
Du port d'Eloúnda, des bateaux permettent de se rendre sur l’île de Spinalónga qui servait de léproserie.

## Eloúnda dans la fiction
- Les séquences grecques du film de James Neilson, La Baie aux émeraudes réalisé en 1964, ont été tournées en décors naturels à Eloúnda.
- À la fin des années 1970, le tournage de la série télévisée de la BBC Who Pays the Ferryman? (en) s'est déroulé au village.
- Eloúnda sert de cadre au roman Out of the Blue de Belinda Jones (en).
- L'action du roman de Victoria Hislop, L’Île des oubliés (The Island), se passe en partie à Eloúnda. Ce roman a été adapté pour la télévision grecque sous la forme d'une mini-série de 26 épisodes diffusés à partir d'octobre 2010.